# Bactronophorus thoracites
Bactronophorus thoracites is een tweekleppigensoort uit de familie van de Teredinidae. De wetenschappelijke naam van de soort is voor het eerst geldig gepubliceerd in 1856 door Gould.